# Ramón Espantaleón Molina
Ramón Espantaleón Molina (Jaén, 1880-1970) fue un político español, alcalde de Jaén en 1916.

## Biografía
Licenciado en farmacia en Madrid y en filosofía y letras en la Universidad de Granada, junto con el famoso doctor Andreu de Barcelona, impulsó la industria farmacéutica. Maestro de arqueólogos profesionales, conoció y divulgó las raíces de las antiguas culturas que pasaron por Jaén. Fue el verdadero creador del Museo Arqueológico de la ciudad. También fue alcalde de Jaén y diputado provincial.
Ocupó cargos como el de Inspector Provincial de Farmacia. En 1919, en la exposición del Trabajo de Milán, recibió algunos premios por sus productos farmacéuticos. Al cesar en la alcaldía de Jaén es nombrado jefe superior de la Administración Civil. Fundó en Jaén una Sociedad de Excursiones.
En 1947 estableció en un interesante trabajo el género, la especie, la aplicación y el lugar de localización de las plantas medicinales de la provincia de Jaén. Durante muchos años fue secretario general del Instituto de Estudios Giennenses.